# Mecha design

Esempio di mecha

Il mecha design (メカニックデザイン?, Mekanikkudezain, dall'inglese mechanical design, lett. "progettazione meccanica"), nell'ambito del disegno d'animazione e fumettistico, consiste nella ideazione e realizzazione di disegni di robot, navi, auto e quanti altri oggetti meccanici e, più in generale, tecnologici per opere di fantasia. Talvolta è anche detto vehicle design. 
I disegnatori che se ne occupano sono definiti generalmente mecha designer, abbreviazione del termine inglese mechanical designer, disegnatore di meccanismi.
Il mecha design come professione si sviluppa attorno alla seconda metà degli anni settanta in Giappone, con il proliferare di anime e manga dedicati ai robot ed ai mecha.
Il primo ad essere stato definito un mecha designer, e tuttora uno dei più celebri, è Kunio Ōkawara, noto per aver lavorato sulle serie di Gundam e delle Time Bokan.

## Mecha designer celebri
Alcuni mecha designer celebri in ordine alfabetico, seguiti da un'opera rappresentativa cui hanno lavorato, sono:
- Shinji Aramaki (Gasaraki - anime)
- Yutaka Izubuchi (Patlabor - anime)
- Hajime Katoki (Mobile Suit Gundam: The 08th MS Team - anime)
- Shōji Kawamori (Macross - anime)
- Mamoru Nagano (The Five Star Stories - manga)
- Kunio Ōkawara (Mobile Suit Gundam - anime)